# Lucas Diarte
Lucas Diarte (San Miguel de Tucumán, 4 giugno 1993) è un calciatore argentino, difensore del San Martín (SJ) in prestito dal Belgrano.

## Caratteristiche tecniche
È un terzino sinistro.

## Carriera
Cresciuto nelle giovanili dell'Estudiantes (LP), ha esordito il 24 agosto 2014 con la maglia del Central Córdoba (SdE) in occasione del match vinto 2-0 contro l'Altos Hornos Zapla.

## Statistiche

### Presenze e reti nei club
Statistiche aggiornate al 16 marzo 2018.
| Stagione                     | Squadra                      | Campionato                   | Campionato | Campionato | Coppe nazionali | Coppe nazionali | Coppe nazionali | Coppe continentali | Coppe continentali | Coppe continentali | Altre coppe | Altre coppe | Altre coppe | Totale | Totale | Totale |
| Stagione                     | Squadra                      | Comp                         | Pres       | Reti       | Comp            | Pres            | Reti            | Comp               | Pres               | Reti               | Comp        | Pres        | Reti        | Pres   | Reti   |        |
| ---------------------------- | ---------------------------- | ---------------------------- | ---------- | ---------- | --------------- | --------------- | --------------- | ------------------ | ------------------ | ------------------ | ----------- | ----------- | ----------- | ------ | ------ | ------ |
| 2014-2015                    | Central Córdoba (SdE)        | TA                           | 9          | 0          | CA              | 0               | 0               |                    | -                  | -                  |             | -           | -           | 9      | 0      |        |
| 2015                         | Central Córdoba (SdE)        | BN                           | 31         | 0          | CA              | 0               | 0               |                    | -                  | -                  |             | -           | -           | 31     | 0      |        |
| Totale Central Córdoba (SdE) | Totale Central Córdoba (SdE) | Totale Central Córdoba (SdE) | 40         | 0          |                 | 0               | 0               |                    | -                  | -                  |             | -           | -           | 40     | 0      |        |
| 2016                         | Estudiantes (LP)             | PD                           | 13         | 0          | CA              | 1               | 0               | CS                 | 0                  | 0                  |             | -           | -           | 14     | 0      |        |
| 2016-2017                    | Estudiantes (LP)             | PD                           | 11         | 0          | CA              | 0               | 0               | CL+CS              | 2+3                | 0                  |             | -           | -           | 16     | 0      |        |
| 2017-2018                    | Estudiantes (LP)             | PD                           | 7          | 0          | CA              | 0               | 0               | CL                 | 1                  | 0                  |             | -           | -           | 8      | 0      |        |
| Totale carriera              | Totale carriera              | Totale carriera              | 71         | 0          |                 | 1               | 0               |                    | 6                  | 0                  |             | -           | -           | 78     | 0      |        |